# Tianhuang Daowu
Tianhuang Daowu (Chinees: 天皇 道, Japans: Tennō Dōgō) (748 - 807) was een boeddhistische monnik in China tijdens de Tang-dynastie. 

## Biografie
Daowu werd geboren in Wuchou in de provincie Chekiang (het huidige Zhejiang). Op veertienjarige leeftijd wilde hij monnik worden wat zijn ouders aanvankelijk weigerden. Pas nadat hij sterk vermagerd en verzwakt was door een hongerstaking gaven zijn ouders toestemming en trad hij toe tot een klooster in Mingzhou (de huidige stad Ningbo). Hij werd tot monnik gewijd in de Bamboe Bos Tempel van Hangzhou (ander bronnen spreken over het Zhulin-klooster). 
Het verloop van zijn leven is daarna onduidelijk, mede doordat er in die tijd meerdere personen waren met de naam Daowu, Tianhuang Daowu en Tianwang Daowu. Beiden hadden contact met zowel Mazu Daoyi als Shitou Xiqian. Volgens enkele bronnen werd hij in Yuhang leerling van chán-meester Jingshan Daoqin (Ching-shan Tao-ch’in, 714 - 792), een  meester in de lijn van de Ossehoofd school. Andere bronnen vermelden meester Fazang (de derde patriarch van de Huayan school van het Mahayana-boeddhisme in China, ook bekend als Guoyi of Faqin) op de berg Jingshan. Daowu verblijft bij deze meester vijf jaar. Hierna gaat voor twee jaar naar meester Mazu Daoyi om uiteindelijk leerling te worden van Shitou Xiqian. De laatste geeft hem de dharma-transmissie.
Doawu stond bekend om zijn edelmoedige voorkomen, extreme ascetisme en doorzettingsvermogen. Zou zou hij tijdens een hevige storm in de nacht door zijn gegaan met mediteren op een begraafplaats.